# Mezraa, Iğdır
Mezraa là một xã thuộc thành phố Iğdır, tỉnh Iğdır, Thổ Nhĩ Kỳ. Dân số thời điểm năm 2011 là 336 người.